# Bandar Meriah (Bangun Purba)
Bandar Meriah is een bestuurslaag in het regentschap Deli Serdang van de provincie Noord-Sumatra, Indonesië. Bandar Meriah telt 783 inwoners (volkstelling 2010).